# Draco blanfordii
Draco blanfordii Boulenger, 1885, comunemente noto come drago volante di Balnford o lucertola volante di Balnford è una specie di lucertola della famiglia Agamidae, endemica dell'Asia, in grado di planare da un albero all'altro.

## Distribuzione
D. blanfordii è diffuso in Bangladesh, Cina, India, Malaysia occidentale, Myanmar, Thailandia orientale, e Vietnam.

## Etimologia
Il nome della specie, blanfordii, è stato assegnato in onore del geologo e naturalista inglese William Thomas Blanford del Geological Survey of India.

## Descrizione
D. blanfordii è particolarmente simile a un'altra specie del genere, D. indochinensis. Tuttavia, mentre la giogaia di D. indochinensis è più larga alla base e va via via restringendosi terminando in una punta, quella di D. blanfordii è distalmente espansa, si contrae alla base e termina con una forma arrotondata. D. indochinensis si differenzia inoltre da D. blanfordii per la presenza in entrambi i sessi di una larga banda trasversale nera che attraversa la parte posteriore della regione gulare, oltre che per la presenza di bande radiali scure sulla superficie superiore dei patagi in ambedue i sessi invece che soltanto nelle femmine.
D. blanfordii possiede una testa piccola ed un muso stretto, leggermente più lungo del diametro dell'orbita. Le narici sono perfettamente verticali, aperte verso l'alto. I timpani, più piccoli della cavità oculare, sono esposti. Le squame che rivestono la porzione superiore della testa sono irregolari e carenate e formano un tubercolo prominente in corrispondenza dell'angolo posteriore dell'orbita. L'appendice gulare del maschio è più lunga della testa stessa e ricoperta da grosse squame. Il maschio possiede una leggera piega nucale. Le squame dorsali sono regolari, lisce o carenate in maniera appena percettibile, non più langhe delle ventrali. Ai lati del dorso vi è una serie di larghe squame carenate, separate dalle altre. Gli arti anteriori riescono ad estendersi ben oltre la punta del muso; i posteriori invece raggiungono quasi l'ascella. La colorazione è grigio-marrone nella parte superiore, con piccole macchie scure. La parte superiore dei patagi è marmorizzata, di color marrone scuro, con macchie più chiare qua e là, mentre quella inferiore è bianca. La gola è priva di macchie, verdastra, di color rosso pallido sotto i bargigli laterali.
Raggiunge una lunghezza di 4.75 cm, coda esclusa. Quest'ultima è lunga 9 cm.

## Habitat
L'habitat prediletto da D. blanfordii sono le foreste fitte, ad altitudini comprese tra gli 0 e i 1200 metri s.l.m..

## Comportamento
D. blanfordii è una specie arborea diurna

## Dieta
La dieta di D. blanfordii è costituita da formiche.

## Riproduzione
D. blanfordii è oviparo.